# Terpsichore contacta
Terpsichore contacta là một loài dương xỉ trong họ Polypodiaceae. Loài này được Moguel & M.Kessler mô tả khoa học đầu tiên năm 2009.
Danh pháp khoa học của loài này chưa được làm sáng tỏ. 